# Kunstmuseum Rigaer Börse

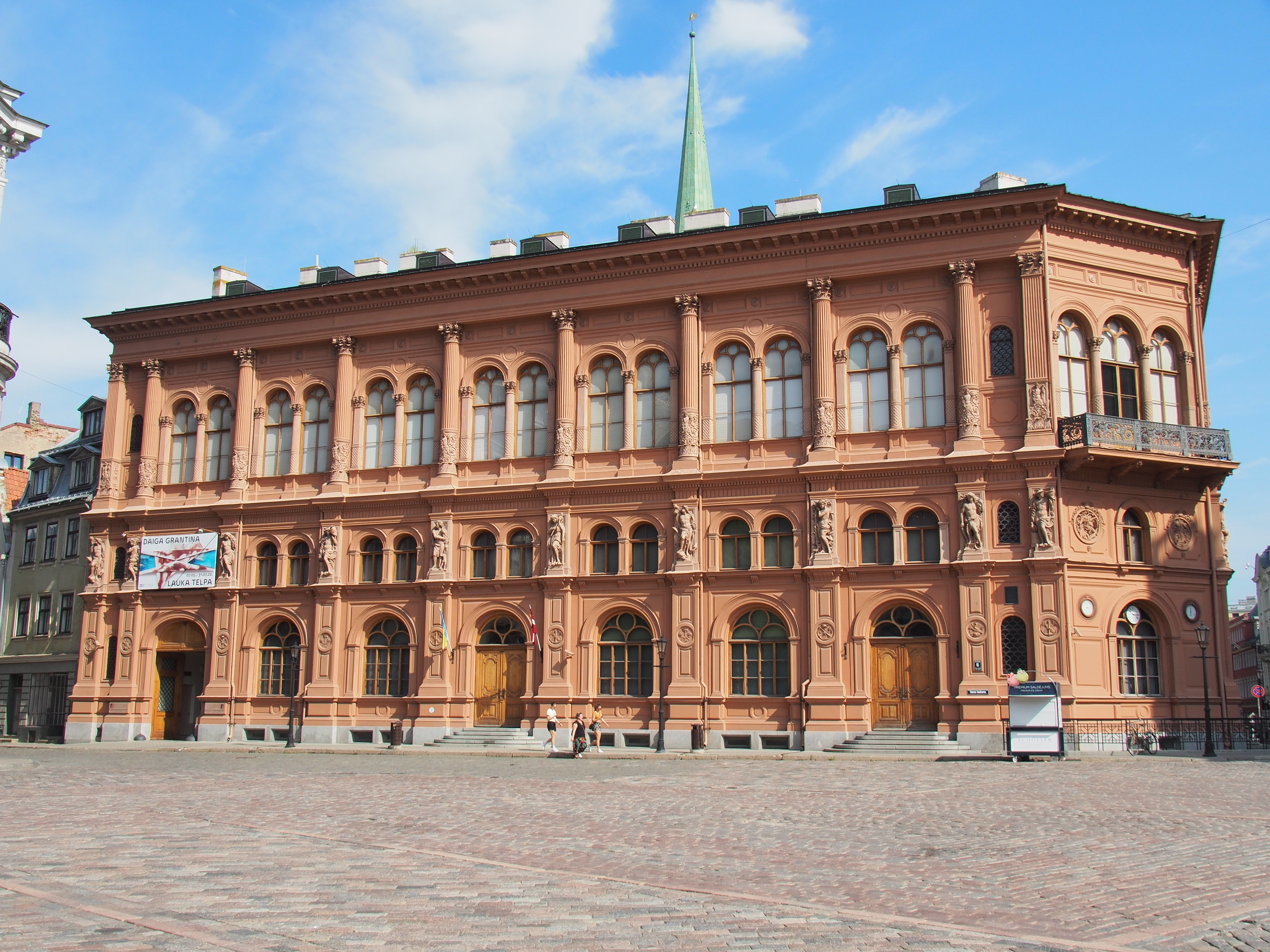
Kunstmuseum Rigaer Börse (vormals Museum für ausländische Kunst)

Das Kunstmuseum Rigaer Börse (lettisch Mākslas muzejs „Rīgas Birža“) hat seinen Sitz im Gebäude der ehemaligen Rigaer Börse am Domplatz, das von 1852 bis 1855 nach Plänen von Harald Julius von Bosse im Stil der Neorenaissance errichtet worden war. Es beherbergt die größte Sammlung westeuropäischer sowie nah- und fernöstlicher Kunst vom 16. Jahrhundert bis zur Gegenwart in Lettland und ist dadurch eines der bedeutendsten Kunstmuseen des Landes. Bis 2010 hatte es seinen Sitz im Südflügel des Rigaer Schlosses. Von 1992 bis 2010 hieß es Museum für ausländische Kunst (lettisch Ārzemju mākslas muzejs).

## Geschichte
Den Grundstock des Museumsbestandes bildete die Sammlung des Rigaer Arztes und Reisenden Nikolaus von Himsel (1729–1764), der seiner Heimatstadt neben einer großen Bibliothek, einer Münzsammlung und Archivmaterial zur Geschichte der Stadt auch eine Sammlung von Grafiken und Gemälden hinterließ, die bis zur Mitte des 19. Jahrhunderts in einem eigenen, nach ihm benannten Museum ausgestellt wurde. Gegen 1866 erwarb die Stadt Riga die Gemäldesammlung des lange Zeit in Riga lebenden Italieners Domenico de Robiani, der seinen Lebensabend in Italien verbringen und seine Sammlung nicht mitnehmen wollte. Die Kollektion enthielt eine ganze Reihe niederländischer, deutscher und französischer Werke. Man führte die beiden Kunstsammlungen zusammen und beschloss die Gründung eines Kunstmuseums. Aus Mangel an Räumlichkeiten wurde die neu gegründete Städtische Gemäldegalerie von 1879 bis 1905 provisorisch im Haus des Bürgermeisters Ludwig Kerkovius untergebracht. Während dieser Zeit wuchs die Sammlung durch zahlreiche Schenkungen und Vermächtnisse schnell weiter an; so übereigneten der Dichter Reinhold Schilling 30 Bilder und Bürgermeister Kerkovius 26 Bilder der Sammlung. Den größten und bedeutendsten Zuwachs jedoch bildete die Dauerleihgabe der Sammlung Friedrich Wilhelm Brederlo, die 201 Gemälde umfasste, darunter etwa 70 Werke alter holländischer Meister.
1905 konnte schließlich ein eigener Museumsbau eröffnet werden, in dem neben einer kleinen Sammlung von Plastiken eine Sammlung von nun bereits 500 Gemälden präsentiert werden konnte. In den Folgejahren wuchs die Sammlung beständig an. Der bedeutendste Zugang war in den 1930er Jahren eine größere Kollektion von Werken belgischer Künstler des 19. Jahrhunderts. Heute umfasst die Gemäldesammlung des Museums rund 1000 Bilder.
Nach 1945 wurde die Sammlung in zwei Museen aufgeteilt, von denen das eine (Valsts latviešu un krievu mākslas muzejs / Staatliches Museum für lettische und russische Kunst, heute Lettisches Nationales Kunstmuseum) die einheimische – und eben russische – und das andere (Vakareiropas mākslas muzejs / Museum für „abendeuropäische“, sprich westeuropäische Kunst) die Kunst aus der übrigen Welt beherbergen sollte. Ab 1952 wurde das Museum um Abteilungen für Kunst des alten Orients, der Antike und des Fernen Ostens erweitert und in Latvijas PSR Tēlotājas mākslas muzejs (Museum für bildende Kunst der Lettischen Sozialistischen Sowjetrepublik) umbenannt, 1964 dann in Aizrobežu mākslas muzejs (Museum für „hintergrenzige“ Kunst) und 1992 sprachlich korrekt in Ārzemju mākslas muzejs (Museum für ausländische Kunst). Seit 2010 führt das Museum seinen jetzigen Namen.

## Bedeutendste Kunstwerke

### Malerei bis etwa 1800
- Pieter Pietersz Aertsen: Die Kreuzigung Christi
- Ludolf Backhuysen:. Schiffe auf See
- Giovanni-Bellini-Kreis: Der heilige Sebastian
- Pieter van Bloemen: Im Lager
- Balthasar van den Bossche: Waffenlager
- Quiringh van Brekelenkam: Der Krankenbesuch
- Philippe de Champaigne: Bildnis eines Offiziers
- Mario Nuzzi detto Mario de’ Fiori: Blumen in einer Vase
- Frans Francken d. J.: Die Anbetung der Könige
- Wybrand de Geest: Bildnis eines Mannes
- Jakob Gillig: Stillleben mit Fischen und Früchten
- Luca Giordano: Salomos Götzendienst
- Pierre Gobert: Bildnis der Charlotte Aglaé d’Orléans;
- Anton Graff: Bildnis der Maria Elisabeth Voss
- Harmen Hals: Pfannkuchenbäcker
- Hendrik Heerschop: Bildnis des holländischen Arztes Seiger van Rechteren
- Melchior de Hondecoeter: Hahnenkampf
- Ludolf de Jongh: Interieur mit Familienszene
- Isaac de Jouderville: Küchenszene
- Wolfgang Krodel d. Ä.: Loth und seine Töchter
- Jacob van Loo: Bildnis eines Gelehrten
- Benedetto Luti: Bildnis eines Mädchens
- Pieter de Molyn: Landschaft mit Fluss
- Aert van der Neer: Feuersbrunst in einem holländischen Dorf
- Egbert van der Poel: Holländischer Bauernhof
- Jan Porcellis: Stürmische See
- Nicolas Régnier: Konzert
- Michele Rocca: Märtyrerin vor dem Prokonsul
- Johann Rottenhammer: Die Verkündigung
- Salomon Jacobszoon van Ruysdael: Holländische Landschaft
- Andrea Schiavone: König Midas und Pan
- Francesco Solimena: Die Entführung der Oreithyia
- Bartholomäus Spranger: Adam und Eva
- Lodewyk Tieling: Landschaft mit Herde
- Alessandro Turchi: Maria mit dem Kinde
- Esaias van de Velde: Landschaft mit Felsen
- Hendrik Verschuring: Nach dem Gefecht
- Anthonie Verstralen: Winterlandschaft mit Eisvergnügungen
- Simon de Vos: Das Abendmahl
- Simon Vouet Rittersknappe
- Jan Wijnants: Dünenlandschaft

### Malerei ab etwa 1800

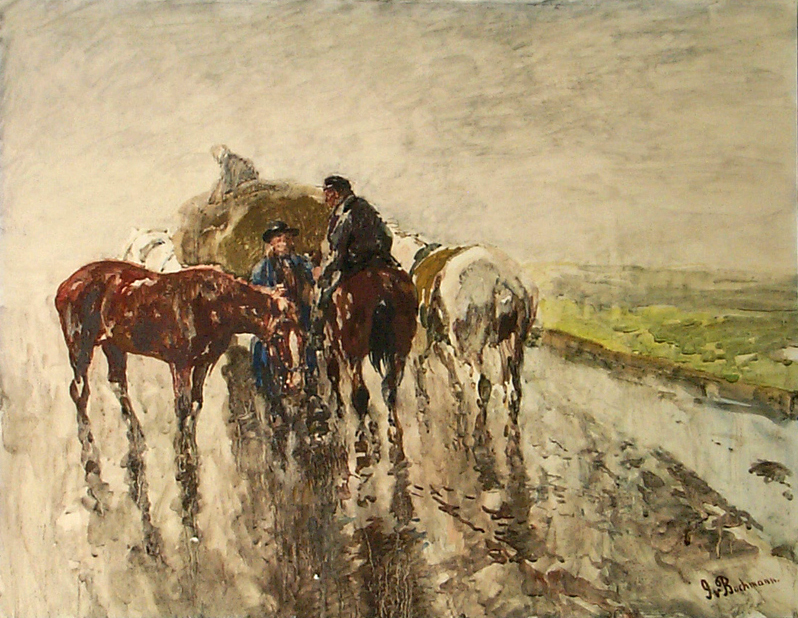
Gregor von Bochmann „Ein Regentag“ (1913)

- Louis-Léopold Boilly: Bildnis des Rigaer Gemäldesammlers Friedrich Wilhelm Brederlo
- Abraham Cooper: Weidende Pferde
- Auguste Chabaud: Ölbäume
- Camille Corot: Waldrand
- Adolphe Crespin: Das Lächeln
- Louis Charles Crespin: Interieur der Peterskirche in Rom
- Johan Christian Clausen Dahl: Schiffbruch an der norwegischen Küste
- Charles-François Daubigny: Landschaft mit Schafherde
- Johann Leberecht Eggink: Odysseus und Nausikaa
- Peter Fendi: Der kleine Geigenspieler
- Anselm Feuerbach: Die Beweinung Christi
- Carl Anton Graff: Landschaft mit Wasserfall
- Remigius Adrianus van Haanen: Winterliche Dorflandschaft
- Ludwig von Hofmann: An der Quelle
- Louis Gabriel Eugène Isabey: Fischermädchen
- Wilhelm von Kaulbach Torquato Tasso
- Edvin Henry Landseer: Die Rast
- Karl Friedrich Lessing: Landschaft an der Eifel
- Hans Makart: Schlacht zwischen Lapithen und Zentauren
- Federico de Madrazo: Bildnis des Madrider Kaufmanns Don Pedro de Fevres Morena
- Frans Masereel Seemann; Claude Monet: Winterlandschaft (Sandwiken)
- Edvard Munch: Landschaft mit Fluss
- Adrian Ludwig Richter: Tiberufer bei Aqua Acetosa
- Carl Spitzweg: Der alte Kommandant
- Fritz von Uhde: Bildnis eines Mannes im Profil
- Emile-Jean-Horace Vernet: Der Raub der Angelika
- David Wilkie: Heimliche irländische Branntweinbrennerei

### Skulpturen
- Luigi Bienaimé: Liegende Bacchantin
- Antonio Canova: Büste der Hebe
- Jean-Baptiste Carpeaux: Bacchante aux roses (Bacchantin mit Rosen)
- Auguste Rodin: Der Kuss
- Pietro Tenerani: Psyche
- Viktor Tilgner: Büste des Malers Hans Makart

### Zeichnungen
- Jan Both: Landschaft mit Tal
- Raymond de la Fage: Bacchanal
- François Quelvée: Bildnis einer Frau
- Karl Christian Vogel von Vogelstein: Bildnis eines Mannes